# Зотов, Александр Владимирович (футболист)
Алекса́ндр Влади́мирович Зо́тов (род. 27 августа 1990, Аскиз, Красноярский край) — российский футболист, полузащитник клуба «Рубин».

## Клубная карьера
Дебютировал за основной состав московского «Спартака» 16 ноября 2008 года в гостевом матче предпоследнего, 29-го тура чемпионата России против команды «Луч-Энергия». В ноябре-декабре того же года участвовал в трёх матчах Кубка УЕФА с командами «Динамо» Загреб, НЕК и «Тоттенхэм Хотспур».
Второй матч за основной состав в чемпионате России провёл 21 июля 2010 года с «Сибирью» (5:2). В следующей игре, 1 августа с ЦСКА, Зотов вышел в стартовом составе команды и провёл все 90 минут встречи. Всего же в 2010 году сыграл в четырёх матчах в Премьер-лиге.
11 февраля 2011 года Зотов на правах аренды перешёл в сочинскую «Жемчужину». За полгода вышел на поле в 16 матчах первенства ФНЛ и забил один гол. После снятия «Жемчужины» с первенства в июле Зотов вернулся в «Спартак». До конца сезона он принял участие в 7 играх «Спартака» в чемпионате России.
6 сентября 2012 года на правах аренды до конца сезона перешёл в «Томь».
24 июля 2013 года на правах аренды до конца сезона перешёл в «Шинник». За ярославскую команду провёл 26 встреч и забил два мяча.
18 июня 2014 года «Спартак» отдал Александра Зотова в аренду тульскому «Арсеналу» на один сезон.
Был включён в заявку «Спартака», который возглавил бывший тренер «Арсенала» Дмитрий Аленичев на сезон 2015/16. Впервые после возвращения вышел на поле в кубковом поединке с нижегородской «Волгой» (7:0) 23 сентября и отметился голом. Потом появлялся на поле после перерыва в поединках с «Зенитом» 26 сентября (2:2) и «Мордовией» 3 октября (1:0). В ноябре отыграл полные матчи против «Терека» в гостях (1:2) и «Краснодара» в Москве (3:2). В матче с «Краснодаром» был близок к первому голу за «Спартак» в чемпионате России, но из-за пределов штрафной пробил в штангу.
15 июня 2016 года перешёл в московское «Динамо». Контракт был подписан на 3 года.
20 июля 2018 года перешёл в красноярский «Енисей» на правах аренды. На следующий сезон подписал полноценный контракт с клубом на 2 года. По итогам сезона-2021/22 был признан лучшим полузащитником ФНЛ.
14 июня 2022 года подписал 2-летний контракт с казанским «Рубином», вылетевшим из премьер-лиги.

## Карьера в сборной
С 2010 года Зотов выступал за молодёжную сборную России. 8 мая 2013 года был включён в расширенный список игроков, которые могут быть вызваны в молодёжную сборную для подготовки к участию в чемпионате Европы 2013, а позднее — и в саму заявку на турнир.

## Статистика
| Выступление          | Выступление      | Выступление      | Лига | Лига | Кубок | Кубок | Еврокубки | Еврокубки | Прочее | Прочее | Итого | Итого |
| Клуб                 | Лига             | Сезон            | Игры | Голы | Игры  | Голы  | Игры      | Голы      | Игры   | Голы   | Игры  | Голы  |
| -------------------- | ---------------- | ---------------- | ---- | ---- | ----- | ----- | --------- | --------- | ------ | ------ | ----- | ----- |
| Спартак (Москва)     | Премьер-лига     | 2008             | 1    | 0    | 0     | 0     | 3         | 0         | 0      | 0      | 4     | 0     |
| Спартак (Москва)     | Премьер-лига     | 2009             | 0    | 0    | 0     | 0     | 0         | 0         | 0      | 0      | 0     | 0     |
| Спартак (Москва)     | Премьер-лига     | 2010             | 4    | 0    | 1     | 0     | 0         | 0         | 0      | 0      | 5     | 0     |
| Спартак (Москва)     | Премьер-лига     | 2011/12          | 7    | 0    | 0     | 0     | 1         | 0         | 0      | 0      | 8     | 0     |
| Спартак (Москва)     | Премьер-лига     | 2015/16          | 20   | 0    | 1     | 1     | 0         | 0         | 0      | 0      | 21    | 1     |
| Спартак (Москва)     | Итого            | Итого            | 32   | 0    | 2     | 1     | 4         | 0         | 0      | 0      | 38    | 1     |
| → Жемчужина-Сочи     | ФНЛ              | 2011/12          | 16   | 1    | 2     | 0     | 0         | 0         | 0      | 0      | 18    | 1     |
| → Жемчужина-Сочи     | Итого            | Итого            | 16   | 1    | 2     | 0     | 0         | 0         | 0      | 0      | 18    | 1     |
| → Томь               | ФНЛ              | 2012/13          | 15   | 0    | 0     | 0     | 0         | 0         | 0      | 0      | 15    | 0     |
| → Томь               | Итого            | Итого            | 15   | 0    | 0     | 0     | 0         | 0         | 0      | 0      | 15    | 0     |
| → Спартак-2 (Москва) | ПФЛ              | 2013/14          | 2    | 0    | 0     | 0     | 0         | 0         | 0      | 0      | 2     | 0     |
| → Спартак-2 (Москва) | Итого            | Итого            | 2    | 0    | 0     | 0     | 0         | 0         | 0      | 0      | 2     | 0     |
| → Шинник             | ФНЛ              | 2013/14          | 26   | 2    | 0     | 0     | 0         | 0         | 0      | 0      | 26    | 2     |
| → Шинник             | Итого            | Итого            | 26   | 2    | 0     | 0     | 0         | 0         | 0      | 0      | 26    | 2     |
| → Арсенал (Тула)     | Премьер-лига     | 2014/15          | 21   | 2    | 2     | 0     | 0         | 0         | 0      | 0      | 23    | 2     |
| → Арсенал (Тула)     | Итого            | Итого            | 21   | 2    | 2     | 0     | 0         | 0         | 0      | 0      | 23    | 2     |
| Динамо (Москва)      | ФНЛ              | 2016/17          | 6    | 1    | 0     | 0     | 0         | 0         | 0      | 0      | 6     | 1     |
| Динамо (Москва)      | Итого            | Итого            | 6    | 1    | 0     | 0     | 0         | 0         | 0      | 0      | 6     | 1     |
| Всего за карьеру     | Всего за карьеру | Всего за карьеру | 158  | 6    | 10    | 2     | 0         | 0         | 3      | 0      | 171   | 8     |

## Достижения

### Командные
«Спартак»
- Серебряный призёр чемпионата России: 2011/12.

«Томь»
- Серебряный призёр первенства ФНЛ: 2012/13.

«Динамо»
- Победитель первенства ФНЛ: 2016/17.

«Рубин»
- Победитель Первой лиги: 2022/23.

### Личные
«Енисей»
- Лучший полузащитник ФНЛ: 2021/22.